# Абдалла Саїд
Абдалла Саїд (араб. عبد الله السعيد, нар. 13 липня 1985, Ісмаїлія) — єгипетський футболіст, півзахисник клубу «Пірамідс» та національної збірної Єгипту.

## Клубна кар'єра
Народився 13 липня 1985 року в місті Ісмаїлія. Вихованець футбольної школи клубу «Ісмайлі». Дорослу футбольну кар'єру розпочав 2003 року в основній команді того ж клубу, в якій провів вісім сезонів, взявши участь у 139 матчах чемпіонату.
До складу клубу «Аль-Аглі» приєднався 2011 року. У 2012 році він допоміг команді виграти Лігу чемпіонів КАФ. У тому ж році Саїд взяв участь у Клубному чемпіонаті світу у Японії, де іграв у всіх трьох матчах і допоміг клубу зайняти четверте місце. У 2013 році Абдалла став чемпіоном Єгипту і знову виграв Лігу чемпіонів КАФ. У тому ж році Саїд вдруге взяв участь у Клубному чемпіонаті світу у Марокко. На турнірі він зіграв в обох поєдинках, а його клуб став шостим. Надалі Абделла ще тричі виграв чемпіонат. Загалом встиг відіграти за каїрську команду 154 матчі в національному чемпіонаті, забивши 50 голів.
10 квітня 2018 року Абдалла був відданий в оренду на два місяці у фінський «КуПС», після чого став гравцем саудівського «Аль-Аглі» (Джидда).

## Виступи за збірні
У 2005 році залучався до складу молодіжної збірної Єгипту, разом з якою взяв участь в молодіжному чемпіонаті світу у Нідерланди. На молодіжному рівні зіграв у 8 офіційних матчах, забив 2 голи.
14 червня 2008 року дебютував в офіційних матчах у складі національної збірної Єгипту у відбірковому матчі до чемпіонату світу 2010 року проти збірної Малаві. 17 листопада 2015 року у відбірковому поєдинку до чемпіонату світу 2018 року проти збірної Чада він забив свій перший гол за національну команду.
У 2017 році у складі збірної Абдалла став срібним призером Кубка африканських націй у Габоні. На турнірі він зіграв у всіх шести матчах, а також став автором єдиного переможного голу в матчі групового етапу проти збірної Уганди. Наступного року у складі збірної був учасником чемпіонату світу 2018 року у Росії, де був основним гравцем, зігравши у всіх трьох матчах, але його команда програла усі матчі і не вийшла в плей-оф.
Наразі провів у формі головної команди країни 58 матчів, забивши 6 голів.
| Дата       | Місто           | Господарі         | Результат               | Гості        | Турнір                                      | Голи | Примітки |
| ---------- | --------------- | ----------------- | ----------------------- | ------------ | ------------------------------------------- | ---- | -------- |
| 14-06-2008 | Блантайр        | Малаві            | 1 – 0                   | Єгипет       | Відбір до ЧС 2010                           | -    | 69'      |
| 11-01-2011 | Ісмаїлія        | Єгипет            | 3 – 0                   | Бурунді      | товариський матч                            | -    | 50'      |
| 14-11-2011 | Доха            | Бразилія          | 2 – 0                   | Єгипет       | товариський матч                            | -    | 77'      |
| 28-12-2012 | Доха            | Катар             | 0 – 2                   | Єгипет       | товариський матч                            | -    | 46'      |
| 14-01-2013 | Абу-Дабі        | Кот-д'Івуар       | 4 – 2                   | Єгипет       | товариський матч                            | -    | 84'      |
| 06-02-2013 | Мадрид          | Чилі              | 2 – 1                   | Єгипет       | товариський матч                            | -    | 80'      |
| 07-03-2013 | Ар-Раян         | Катар             | 3 – 1                   | Єгипет       | товариський матч                            | -    |          |
| 22-03-2013 | Александрія     | Єгипет            | 10 – 0                  | Есватіні     | товариський матч                            | -    | 46'      |
| 04-06-2013 | Каїр            | Єгипет            | 1 – 1                   | Ботсвана     | товариський матч                            | -    | 61'      |
| 16-06-2013 | Мапуту          | Мозамбік          | 0 – 1                   | Єгипет       | Відбір до ЧС 2014                           | -    | 89'      |
| 11-10-2015 | Абу-Дабі        | Єгипет            | 3 – 0                   | Замбія       | товариський матч                            | -    | 65'      |
| 17-11-2015 | Александрія     | Єгипет            | 4 – 0                   | Чад          | Відбір до ЧС 2018                           | 1    |          |
| 27-01-2016 | Асуан           | Єгипет            | 0 – 1                   | Йорданія     | товариський матч                            | -    | 46'      |
| 29-01-2016 | Асуан           | Єгипет            | 2 – 0                   | Лівія        | товариський матч                            | -    | 60'      |
| 27-02-2016 | Александрія     | Єгипет            | 2 – 0                   | Буркіна-Фасо | товариський матч                            | 2    | 70'      |
| 25-03-2016 | Кадуна          | Нігерія           | 1 – 1                   | Єгипет       | Відбір до Кубка африканських націй 2017     | -    | кап. 70' |
| 29-03-2016 | Александрія     | Єгипет            | 1 – 0                   | Нігерія      | Відбір до Кубка африканських націй 2017     | -    | кап. 76' |
| 04-06-2016 | Дар-ес-Салам    | Танзанія          | 0 – 2                   | Єгипет       | Відбір до Кубка африканських націй 2017     | -    | 63' 77'  |
| 30-08-2016 | Александрія     | Єгипет            | 1 – 1                   | Гвінея       | товариський матч                            | -    | 61'      |
| 06-09-2016 | Йоганнесбург    | ПАР               | 1 – 0                   | Єгипет       | товариський матч                            | -    | кап. 78' |
| 09-10-2016 | Браззавіль      | Республіка Конго  | 1 – 2                   | Єгипет       | Відбір до ЧС 2018                           | 1    |          |
| 13-11-2016 | Александрія     | Єгипет            | 2 – 0                   | Гана         | Відбір до ЧС 2018                           | 1    | 90+2'    |
| 17-01-2017 | Порт-Жантіль    | Малі              | 0 – 0                   | Єгипет       | Кубок африканських націй 2017 - 1-й етап    | -    |          |
| 21-01-2017 | Порт-Жантіль    | Єгипет            | 1 – 0                   | Уганда       | Кубок африканських націй 2017 - 1-й етап    | 1    | 59'      |
| 25-01-2017 | Порт-Жантіль    | Єгипет            | 1 – 0                   | Гана         | Кубок африканських націй 2017 - 1-й етап    | -    | 75'      |
| 29-01-2017 | Порт-Жантіль    | Єгипет            | 1 – 0                   | Марокко      | Кубок африканських націй 2017 - чвертьфінал | -    |          |
| 01-02-2017 | Лібревіль       | Буркіна-Фасо      | 1 – 1 д.ч. (3 – 4 п.п.) | Єгипет       | Кубок африканських націй 2017 - півфінал    | -    |          |
| 05-02-2017 | Лібревіль       | Єгипет            | 1 – 2                   | Камерун      | Кубок африканських націй 2017 - Фінал       | -    |          |
| 11-06-2017 | Радес           | Туніс             | 1 – 0                   | Єгипет       | Відбір до Кубка африканських націй 2019     | -    | 73'      |
| 31-08-2017 | Кампала         | Уганда            | 1 – 0                   | Єгипет       | Відбір до ЧС 2018                           | -    |          |
| 05-09-2017 | Александрія     | Єгипет            | 1 – 0                   | Уганда       | Відбір до ЧС 2018                           | -    | 88'      |
| 12-11-2017 | Кейп-Кост       | Гана              | 1 – 1                   | Єгипет       | Відбір до ЧС 2018                           | -    | 65'      |
| 23-03-2018 | Цюрих           | Португалія        | 2 – 1                   | Єгипет       | товариський матч                            | -    | 66'      |
| 27-03-2018 | Цюрих           | Єгипет            | 0 – 1                   | Греція       | товариський матч                            | -    | 64'      |
| 25-05-2018 | Ель-Кувейт      | Кувейт            | 1 – 1                   | Єгипет       | товариський матч                            | -    | 46'      |
| 01-06-2018 | Бергамо         | Єгипет            | 0 – 0                   | Колумбія     | товариський матч                            | -    | 80'      |
| 06-06-2018 | Брюссель        | Бельгія           | 3 – 0                   | Єгипет       | товариський матч                            | -    |          |
| 15-06-2018 | Єкатеринбург    | Єгипет            | 0 – 1                   | Уругвай      | ЧС 2018 - 1-й етап                          | -    |          |
| 19-06-2018 | Санкт-Петербург | Росія             | 3 – 1                   | Єгипет       | ЧС 2018 - 1-й етап                          | -    |          |
| 25-06-2018 | Волгоград       | Саудівська Аравія | 2 – 1                   | Єгипет       | ЧС 2018 - 1-й етап                          | -    | 45+7'    |
| 13-06-2019 | Александрія     | Єгипет            | 1 – 0                   | Танзанія     | товариський матч                            | -    |          |
| 16-06-2019 | Александрія     | Єгипет            | 3 – 1                   | Гвінея       | товариський матч                            | -    | 60'      |
| 21-06-2019 | Каїр            | Єгипет            | 1 – 0                   | Зімбабве     | Кубок африканських націй 2019 - 1-й етап    | -    | 71'      |
| 26-06-2019 | Каїр            | Єгипет            | 2 – 0                   | ДР Конго     | Кубок африканських націй 2019 - 1-й етап    | -    | 68'      |
| 30-06-2019 | Каїр            | Уганда            | 0 – 2                   | Єгипет       | Кубок африканських націй 2019 - 1-й етап    | -    |          |
| 06-07-2019 | Каїр            | Єгипет            | 0 – 1                   | ПАР          | Кубок африканських націй 2019 - 1/8 фіналу  | -    | 64'      |
| 14-10-2019 | Александрія     | Єгипет            | 1 – 0                   | Ботсвана     | товариський матч                            | -    | 59'      |
| 14-11-2020 | Каїр            | Єгипет            | 1 – 0                   | Того         | Відбір до Кубка африканських націй 2021     | -    |          |
| 17-11-2020 | Ломе            | Того              | 1 – 3                   | Єгипет       | Відбір до Кубка африканських націй 2021     | -    | 69'      |
| 01-09-2021 | Каїр            | Єгипет            | 1 – 0                   | Ангола       | Відбір до ЧС 2022                           | -    | 68'      |
| 05-09-2021 | Франсвіль       | Габон             | 1 – 1                   | Єгипет       | Відбір до ЧС 2022                           | -    | 77'      |
| 30-09-2021 | Александрія     | Єгипет            | 2 – 0                   | Ліберія      | товариський матч                            | -    | 68'      |
| 08-10-2021 | Александрія     | Єгипет            | 1 – 0                   | Лівія        | Відбір до ЧС 2022                           | -    | 69'      |
| 11-10-2021 | Бенгазі         | Лівія             | 0 – 3                   | Єгипет       | Відбір до ЧС 2022                           | -    | 75'      |
| 12-11-2021 | Луанда          | Ангола            | 2 – 2                   | Єгипет       | Відбір до ЧС 2022                           | -    | 46'      |
| 15-01-2022 | Гаруа           | Гвінея-Бісау      | 0 – 1                   | Єгипет       | Кубок африканських націй 2021 - 1-й етап    | -    | 58'      |
| 19-01-2022 | Яунде           | Єгипет            | 1 – 0                   | Судан        | Кубок африканських націй 2021 - 1-й етап    | -    | 57'      |
| Усього     |                 | Матчів            | 58                      |              | Голів                                       | 6    |          |

## Досягнення
- Срібний призер Кубка африканських націй: 2017, 2021

 «Аль-Аглі» (Каїр)
- Чемпіон Єгипту: 2013-14, 2015-16, 2016-17, 2017-18
- Володар Кубка Єгипту: 2016-17
- Переможець Ліги чемпіонів КАФ: 2012, 2013
- Володар Кубка конфедерацій КАФ: 2014
- Володар Суперкубка КАФ: 2013, 2014